# Château de la Mignarde
Le château de la Mignarde est une bastide située à Aix-en-Provence.
Cette bastide du XVIIe siècle, réaménagée au XVIIIe siècle, est liée à l'histoire d'Aix-en Provence au travers des figures de Jean Joseph Pierre Pascalis et du maire Émile Rigaud.

## Localisation
Le château est situé sur la route des Pinchinats à la périphérie nord d'Aix-en-Provence.

## Historique
Le château est construit vers 1670.
En 1766, le confiseur (et gouverneur de la province) Gabriel Mignard l'achète et en transforme l'intérieur. Son fils, Sauveur Mignard, confiseur et inventeur des « mignardises », la rénove pour en faire une demeure à l'italienne. Le parc est réaménagé à la française au XVIIIe siècle.
Jean Joseph Pierre Pascalis, un partisan de la monarchie, s'y cache au cours de la Révolution française. Il y est arrêté lors des émeutes de décembre 1790 par 80 hommes en armes,.
En 1807, Pauline Bonaparte, sœur de Napoléon Ier, y a une liaison avec Louis Nicolas Philippe Auguste de Forbin,. Au cours de son séjour, on raconte qu'elle demande à son personnel de faire taire les grenouilles et les cigales avec de longues perches, ou prend des bains dans du lait d'ânesse,. Les amants y reviennent en 1813.
En 1850, la bastide est achetée par Émile Rigaud, maire d'Aix-en-Provence de 1849 à 1863. Il y meurt, le 19 mars 1890,.
Durant la Seconde Guerre mondiale, le château sert à mettre à l'abri des œuvres d'art provenant des musées départementaux.
En 1969, la propriété est au centre du site inscrit intitulé la « vallée des Pinchinats »,. La bastide, ainsi le parc incluant l'orangerie, la serre et le système hydraulique, font l'objet d'un classement au titre des monuments historiques par arrêté du 12 octobre 1995. La ferme et de son chais, qui datent du XIXe siècle, ne sont pas concernés par le classement.
Le château appartient toujours à l'une des descendantes d’Émile Rigaud, Sabine Sechiari, qui a fondé l'Association des bastides et des jardins de Provence et du Sud-est. Un financement de l'organisation à but non lucratif pour la restauration de bâtiments anciens en France "Vieilles Maisons Françaises" a permis de le restaurer. La propriété se visite, par des visites guidées sur réservation.

## Description
Sa façade comporte vingt-sept fenêtres. Le salon arbore un papier peint à la main, représentant des champs de riz en Chine. Dans le jardin, il y a des étangs et des sculptures.